# Рейовець (Свентокшиське воєводство)
Рейовець (пол. Rejowiec) — село в Польщі, у гміні Нагловиці Єнджейовського повіту Свентокшиського воєводства.
Населення — 54 особи (2011).
У 1975-1998 роках село належало до Келецького воєводства.

## Демографія
Демографічна структура на день 31 березня 2011 року:
|          | Загалом | Допрацездатний вік | Працездатний вік | Постпрацездатний вік |
| -------- | ------- | ------------------ | ---------------- | -------------------- |
| Чоловіки | 30      | 3                  | 20               | 7                    |
| Жінки    | 24      | 2                  | 8                | 14                   |
| Разом    | 54      | 5                  | 28               | 21                   |